# Virginia Slims of Pennsylvania 1985
Virginia Slims of Pennsylvania 1985, також відомий під назвою VS of Pennsylvania, — жіночий тенісний турнір, що проходив на закритих кортах з килимовим покриттям Hershey Racquet Club у Герші (США).  Проходив у рамках Світової чемпіонської серії Вірджинії Слімс 1984. Відбувсь утретє і тривав з 25 лютого до 3 березня 1985 року. Несіяна Робін Вайт здобула титул в одиночному розряді.

## Фінальна частина

### Одиночний розряд
Робін Вайт —  Енн Мінтер 6–7, 6–2, 6–2

### Парний розряд
Mary Lou Piatek /  Робін Вайт —  Лі Антонопліс /  Венді Вайт 6–4, 7–6

## Нотатки
1. ↑  Світова чемпіонська серія Вірджинії Слімс 1984 тривала від березня 1984 року до березня 1985-го.[1]